# آناستازیا گاسانووا
آناستازیا دمیتریونا گاسانوا (روسی: Анастасия Дмитриевна Гасанова؛ IPA: [ɐnəstɐˈsʲijə ɡɐˈsanəvə] زاده ۱۵ مه ۱۹۹۹) یک تنیسور روسی است. ↵گاسانوا دارای رنکینگ حرفه‌ای انفرادی توسط WTA 121 است که در 10 ژانویه 2022 به دست آمد. او همچنین دارای بالاترین رنکینگ حرفه‌ای WTA 224 در دونفره است که در 19 ژوئن 2023 به آن رسیده است.
گاسانوا در ۱۵ مه ۱۹۹۹ در ساراتوف روسیه به دنیا آمد. مادرش سوتلانا مربی تنیس است. آناستازیا از سه سالگی ورزش تنیس را آغاز کرد و مادرش اولین مربی او بود. از سال ۲۰۱۳، او توسط مادرش و النا بریوخوتس (بازیکن سابق WTA) مربیگری شده است.